# Route européenne 15
Pour les articles homonymes, voir E15 et Route 15.
Ne doit pas être confondu avec la route européenne 015, située au Kazakhstan.
La route européenne 15 (E15) est une route reliant Inverness à Algésiras. Elle est d'une longueur de 3 610 km dont 1 040 km au Royaume-Uni, 1 250 km en France et 1 320 km en Espagne. Le tracé entre Douvres et Calais se fait par ferry sur la Manche ou par le tunnel sous la Manche.

## Histoire
Avant 1985, la route E15 suivait un tracé de Hambourg à Budapest par Berlin et Prague. 
Celui-ci croisait la E31 (Glasgow-Londres), la E2 (Lille-Londres), la E31 (Paris-Lyon), la E31 (Lyon-Barcelone) et la E26 (Barcelone-Algésiras).[réf. souhaitée]

## Tracé

### Royaume-Uni
Au Royaume-Uni, la route européenne 15 relie Inverness à Douvres. La route se confond avec les autoroutes suivantes :
| (Auto)route | Tracé                        | Villes traversées                          | Routes européennes croisées               |
| ----------- | ---------------------------- | ------------------------------------------ | ----------------------------------------- |
|             | Entre Inverness et Perth     |                                            |                                           |
|             | Entre Perth et Édimbourg     |                                            |                                           |
|             | Édimbourg                    |                                            |                                           |
|             | Édimbourg                    |                                            | Tronc commun                              |
|             | Édimbourg                    |                                            |                                           |
|             | Entre Édimbourg et Otterburn |                                            |                                           |
|             | Entre Otterburn et Newcastle |                                            |                                           |
|             | Entre Newcastle et Londres   | Darlington, Leeds, Doncaster, Peterborough | à Newcastle à Leeds à Doncaster à Londres |
|             | Autour de Londres            |                                            |                                           |
|             | Entre Londres et Folkestone  |                                            |                                           |
|             | Entre Folkestone et Douvres  |                                            |                                           |

### France
En France, la route européenne 15 relie Calais au Perthus. La route emprunte les itinéraires suivants :
| (Auto)route           | Tracé                                      | Villes traversées                                                      | route européennes croisées                                                          |
| --------------------- | ------------------------------------------ | ---------------------------------------------------------------------- | ----------------------------------------------------------------------------------- |
| N 216 · A 216         | Calais                                     |                                                                        | E40 · E402                                                                          |
| A 26                  | Entre Calais et Arras                      | Béthune, Lens                                                          | E17                                                                                 |
| A 1                   | Entre Arras et Gonesse                     | Compiègne                                                              | entre Combles et Gonesse à Ablaincourt-Pressoir à Compiègne                         |
| A 3                   | Entre Gonesse et Paris (porte de Bagnolet) | Bobigny Paris-est                                                      |                                                                                     |
| Périphérique de Paris | Entre porte de Bagnolet et porte d'Italie  | Paris                                                                  | E50 · E54                                                                           |
| A 6b                  | Entre Paris (Porte d'Italie) et Wissous    | Paris-sud                                                              | Tronc commun                                                                        |
| A 6                   | Entre Wissous et Lyon                      | Évry, Auxerre, Beaune, Chalon-sur-Saône, Mâcon, Villefranche-sur-Saône | entre Courtenay et Beaune à Beaune entre Beaune et Mâcon à Chalon-sur-Saône à Mâcon |
| A 46 · N 346          | Autour de Lyon                             |                                                                        | E70                                                                                 |
| A 7                   | Entre Lyon et Orange                       | Vienne, Valence, Montélimar                                            | à Valence à Orange                                                                  |
| A 9                   | Entre Orange et le Perthus                 | Nîmes, Montpellier, Béziers, Narbonne, Perpignan                       | entre Nîmes et Narbonne à Béziers                                                   |

### Espagne
En Espagne, la route européenne 15 relie le Perthus à Algésiras. La route emprunte les itinéraires suivants :
| (Auto)route | Tracé                  | Villes traversées                                                       | Routes européennes croisées |
| ----------- | ---------------------- | ----------------------------------------------------------------------- | --------------------------- |
|             | Le Perthus - Elche     | Gérone, Barcelone, Tarragone, Castellon de la Plana, Valencia, Alicante | à Barcelone à Valencia      |
|             | Elche - Malaga         | Murcie, Almeria, Motril                                                 | à Motril                    |
|             | Malaga - Sotogrande    | Marbella                                                                |                             |
|             | Sotogrande - Algésiras |                                                                         | à Algésiras                 |
| N-357       | Port d'Algésiras       |                                                                         | Tronc commun                |

## Galerie

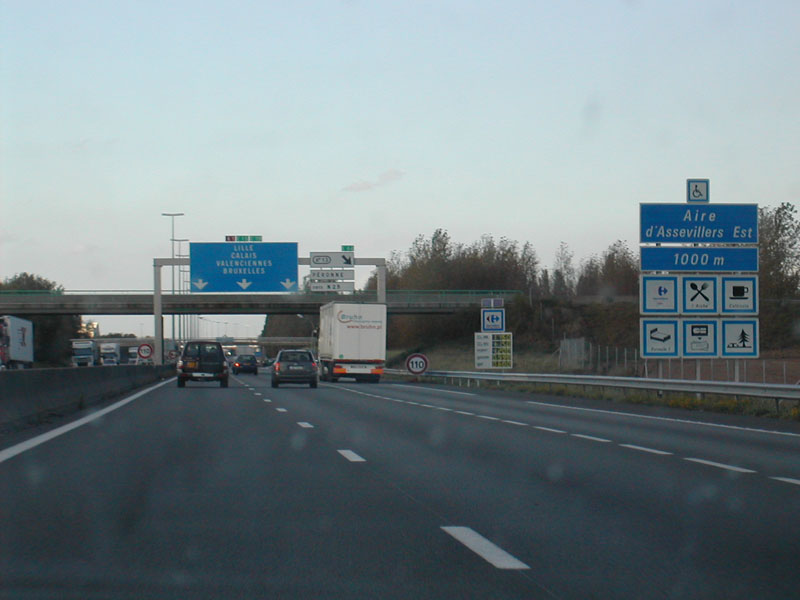
Autoroute A1 (France) près d'Assevillers (Somme).
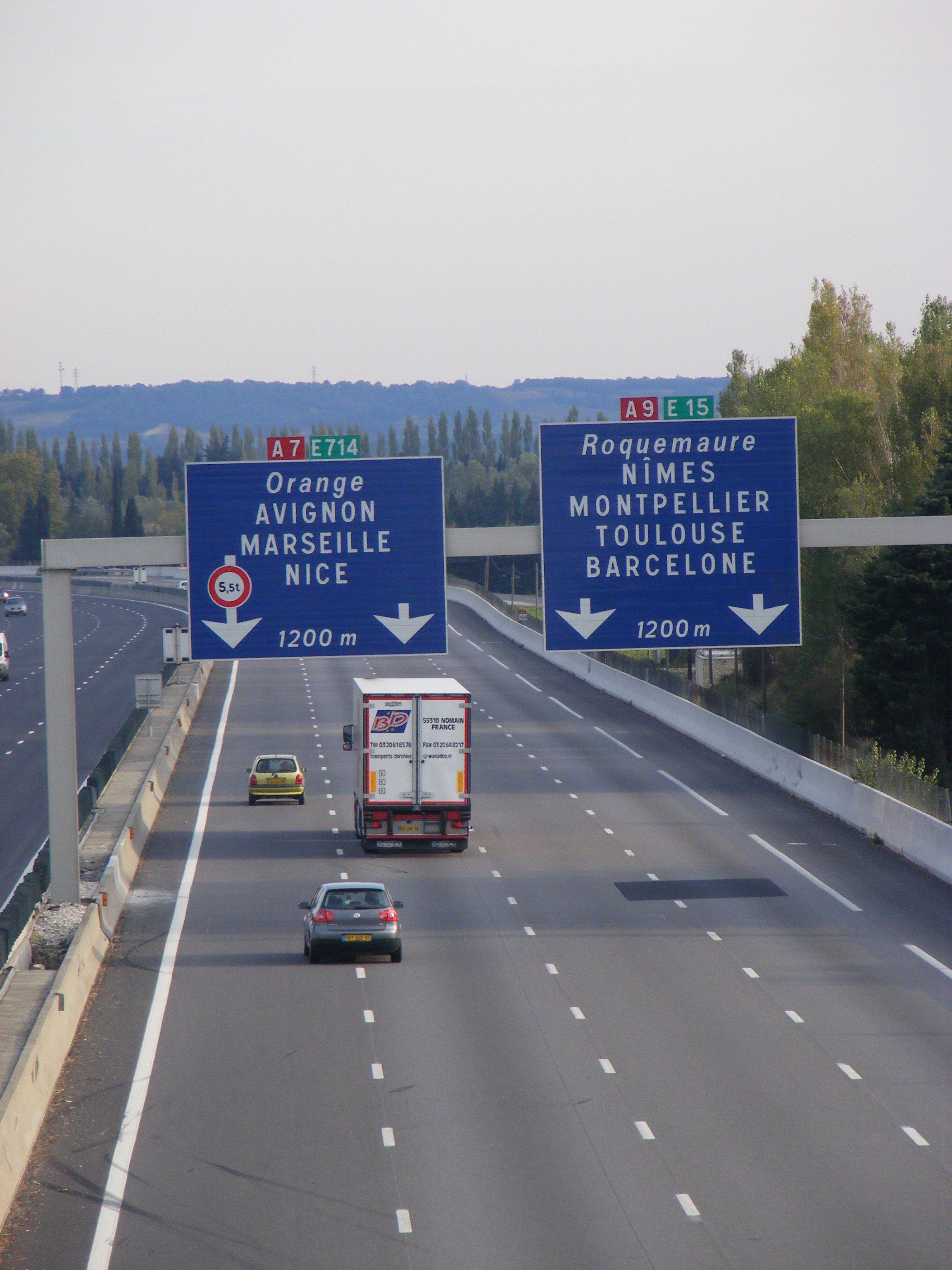
Panneau de présignalisation d’affectation de voies avant la bifurcation A7 / A9 près d'Orange (Vaucluse).
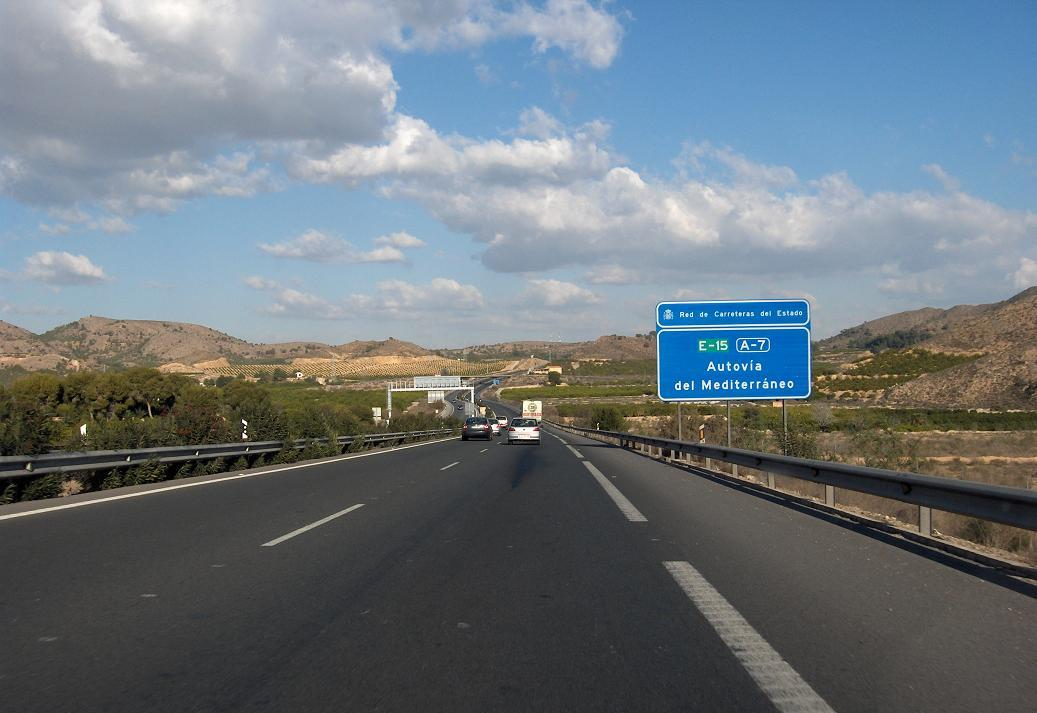
Autoroute espagnole AP-7 ou Autoroute de la Méditerranée près de Murcie.